# Kevin Doyle (skådespelare)
Kevin Doyle, född 10 april 1960 i Scunthorpe, Lincolnshire, är en engelsk skådespelare. 
Han är känd för sina roller som Joseph Molesley i TV-serien Downton Abbey och som Roland Brett i Det blodröda fältet. I övrigt har han huvudsakligen jobbat med teater och har bland annat varit verksam vid Royal Shakespeare Company.

## Filmografi (i urval)
- 2004 – The Libertine
- 2010–2015 – Downton Abbey (TV-serie)
- 2011 – Morden i Midsomer (TV-serie)
- 2014 – Det blodröda fältet (TV-serie)
- 2016 – Happy Valley (TV-serie)
- 2019 – Downton Abbey
- 2021 – The Witcher (TV-serie)
- 2022 – Downton Abbey: En ny era
- 2022 – Sherwood (TV-serie)